# Panské Mlýny (Soběšice)
Panské Mlýny jsou osada, která patří do obce Soběšice v okrese Klatovy, nachází se v katastrálním území Soběšice u Sušice.
Panskými Mlýny protéká Novosedelský potok, na kterém se nacházejí mlýny Panský mlýn, U Rejšků, Prachař či Smítka. Západně od osady se nacházejí osady U Matějů a Parýzek, jižně vesnice Lhota pod Kůstrým a Víska. Potok také tvoří hranici mezi Plzeňským a Jihočeským krajem. Podle Karla Klostermanna (v povídce Na cestě k domovu) jsou Panské Mlýny nejskrytější osadou z celého šumavského Podlesí, dále se o ní zmiňuje i v povídce V ráji šumavském.
Nedaleko osady prochází silnice III. třídy č. III/17221 vedoucí do Strašic a skrz osadu vede cyklostezka č. 121.

## Galerie

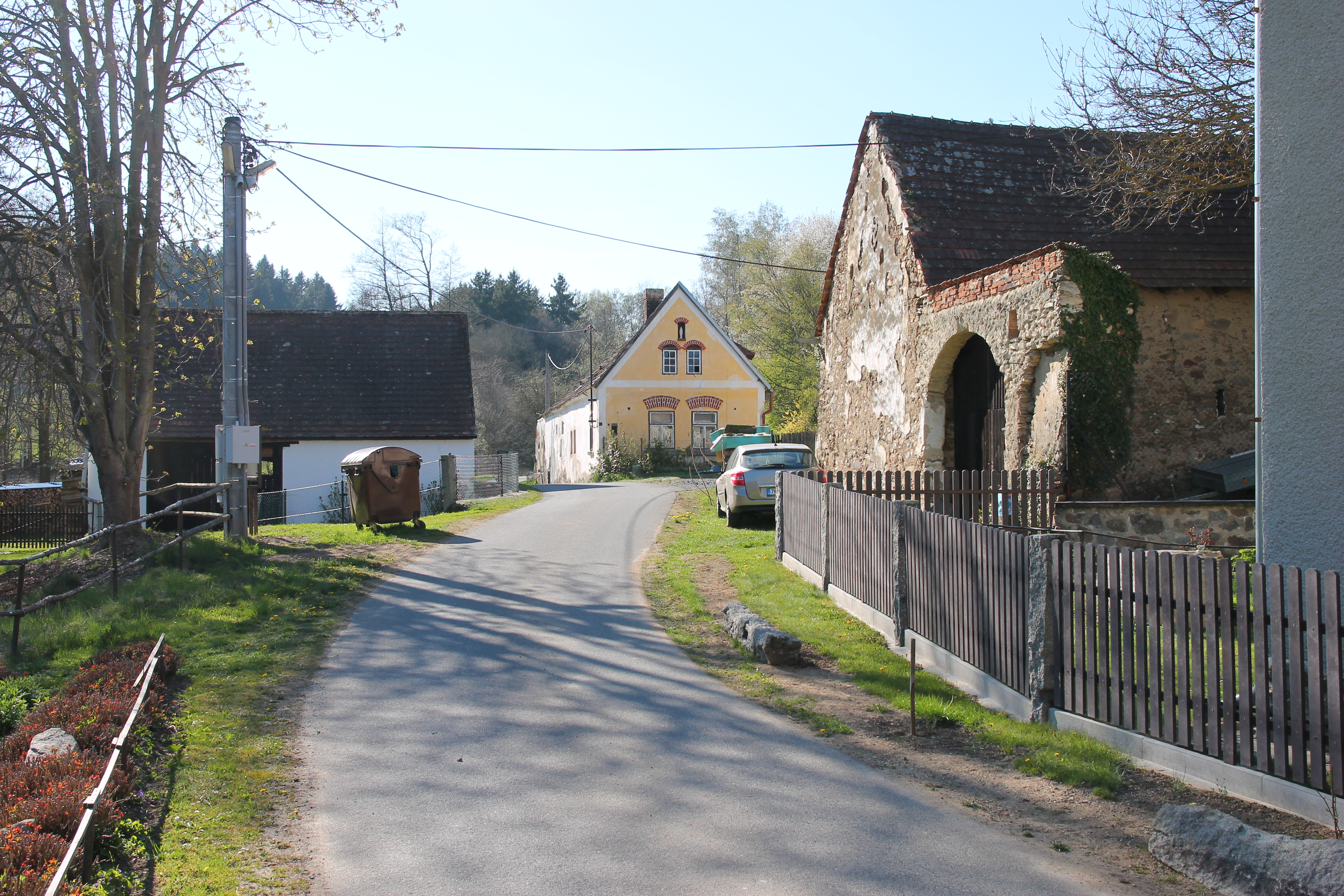
Chalupy v Panských Mlýnech
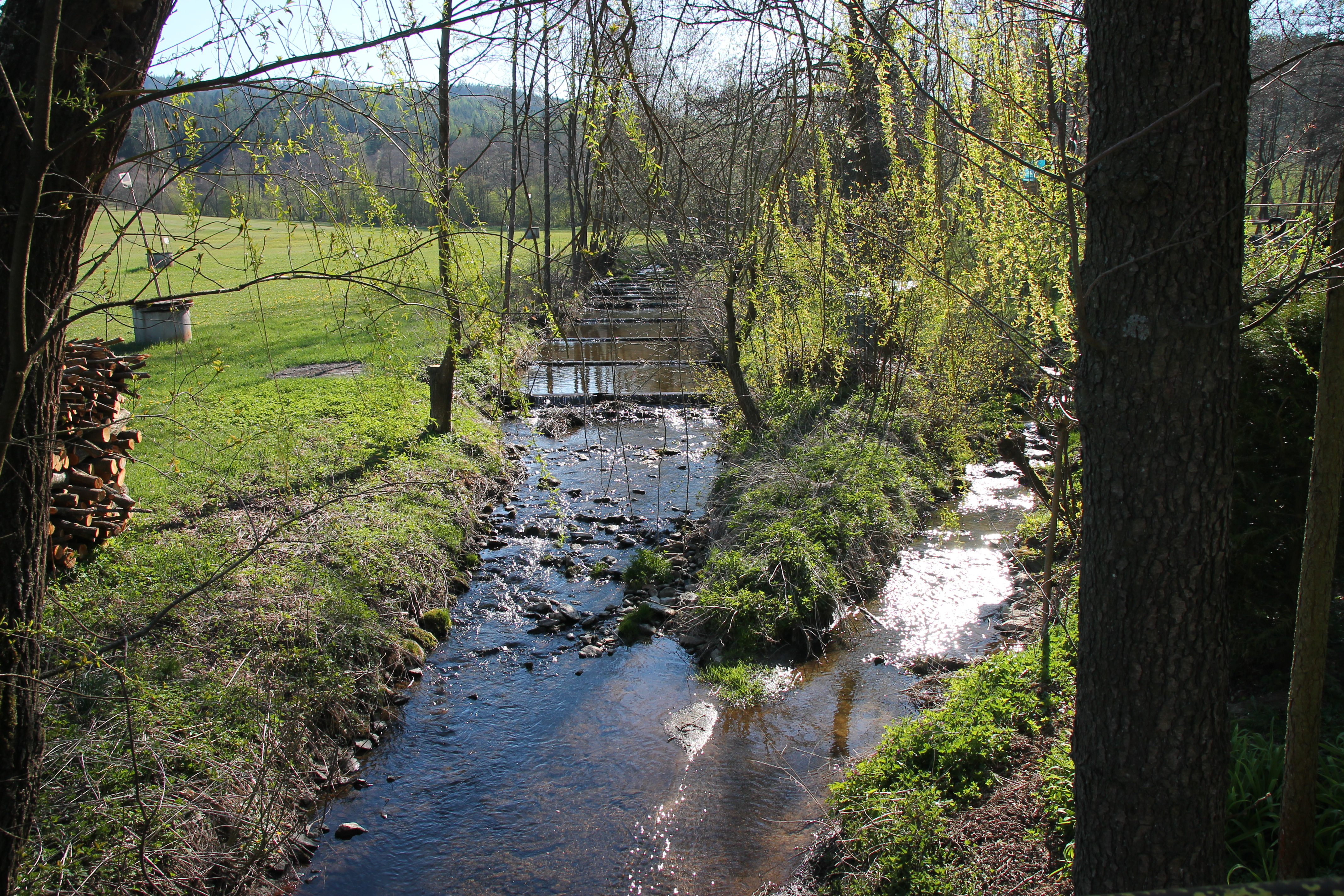
Novosedelský potok v Panských Mlýnech
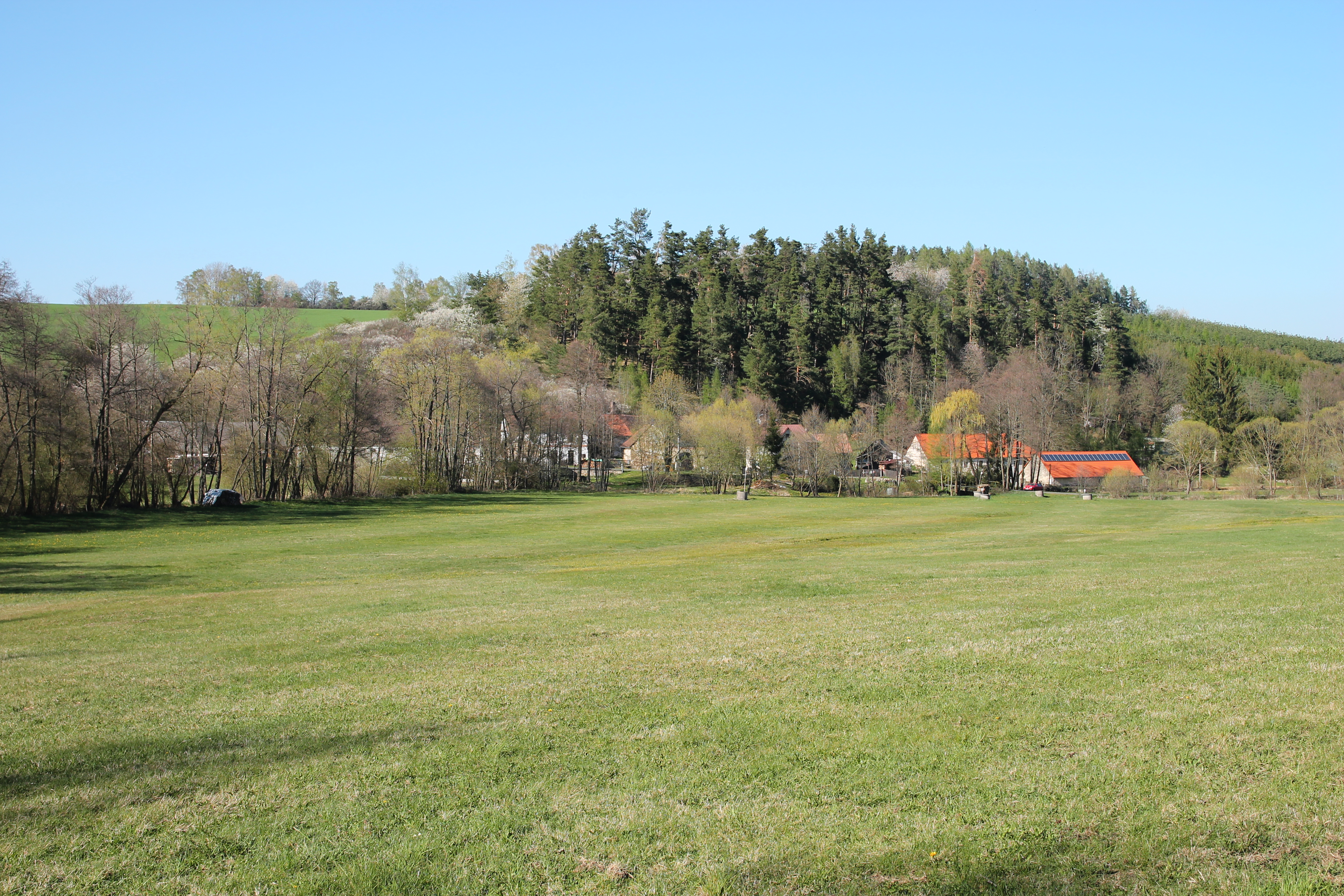
Pohled na Panské Mlýny od jihu
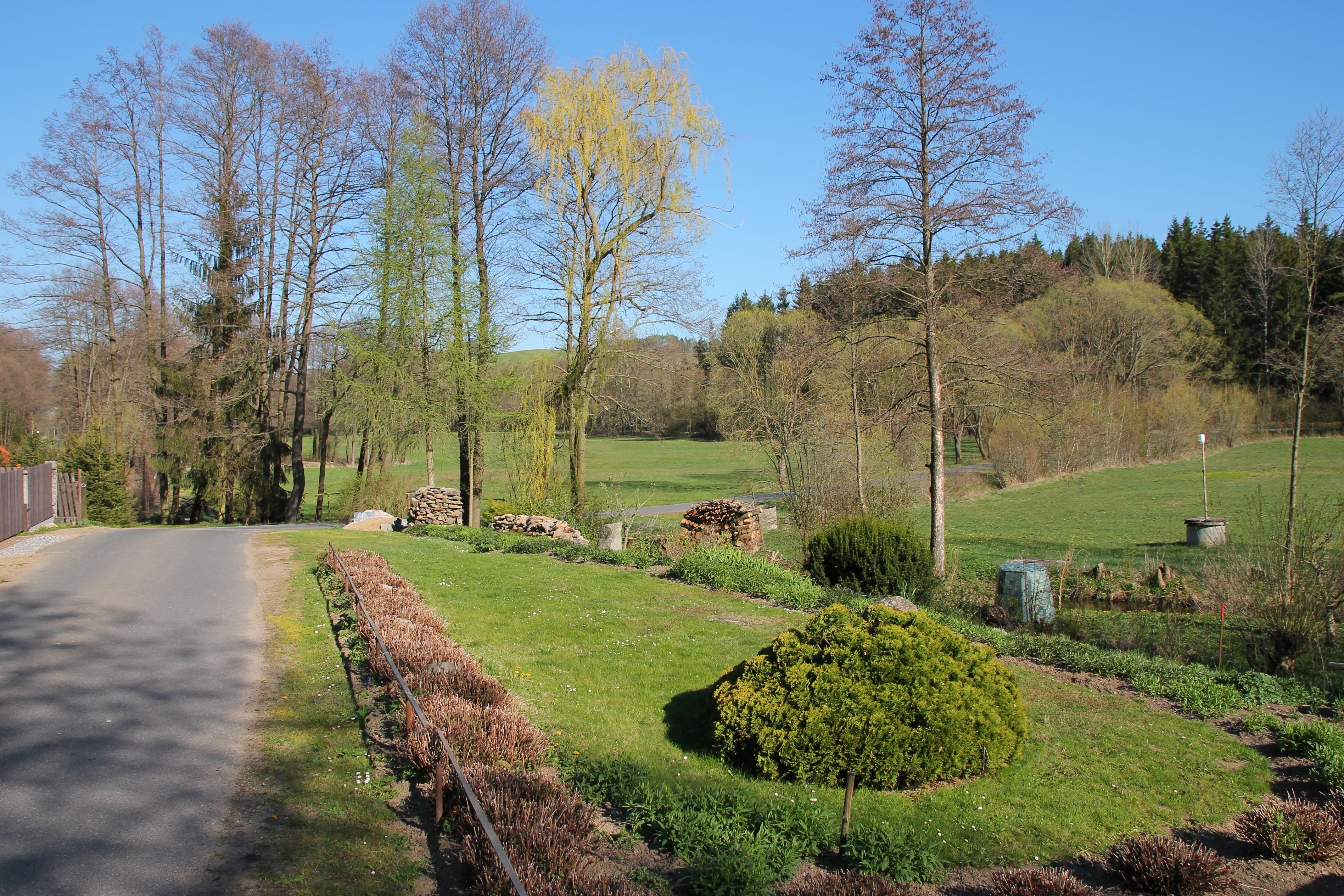
Náves